# Microleptes splendidulus
Microleptes splendidulus är en stekelart som beskrevs av Johann Ludwig Christian Gravenhorst 1829. Microleptes splendidulus ingår i släktet Microleptes och familjen brokparasitsteklar. Enligt den finländska rödlistan är arten sårbar i Finland. Arten är reproducerande i Sverige. Inga underarter finns listade i Catalogue of Life.